# Organizacija centralnog sporazuma
Organizacija centralnog sporazuma (CENTO), (енгл. The Central Treaty Organization (CENTO, CenTO, Cento), The Baghdad Pact, тур. , перс. , арап. حلف بغداد), od 1955-1958. poznata kao Bagdadski pakt (Bagdadski sporazum) ili Organizacija bliskoistočnog sporazuma (METO), bila je vojno-politički savez na Bliskom i Srednjem istoku u vreme Hladnog rata. Stvorena je 1955. na inicijativu Velike Britanije, Sjedinjenih Američkih Država i Turske, a raspuštena 1979. godine.  
Predstavljala je deo "politike obuzdavanja" (engl. containment) koju su Sjedinjene Države tokom Hladnog rata sprovodile u cilju usporavanja rasta sovjetske moći u svetu, uspostavljanjem onoga što se u okviru NATO nazivalo "sanitarnim kordonima". 
Njeno stvaranje, koje je sledilo nakon stvaranja NATO i SEATO, izazvalo je eksploziju nezadovoljstava na Srednjem istoku, naročito u Egiptu i Siriji, ali i kod svih protivnika Sjedinjenih Država, koji su pakt osudili kao imperijalistički i protivan do tada zagovaranoj politici pozitivnog neutralizma. Uopšte se smatra delom tada aktuelne američke strategije "paktomanije", kao i jednim od najmanje uspešnih saveza Hladnog rata. 

## Istorijat

### Opšta hronologija događaja
- 2. april 1954: Turska potpisuje Pakt o uzajamnoj saradnji sa Pakistanom.[3]
- 19. maj 1954: Sjedinjene Države i Pakistan potpisuju Sporazum o uzajamnoj pomoći i odbrani.[4]
- 14. februar 1955: Irak i Turska potpisuju vojni sporazum u Bagdadu, početak korišćenja naziva „Bagdadski pakt“. Paktu se 5. aprila iste godine priključuje Ujedinjeno Kraljevstvo, 23. septembra se priključuje Pakistan, a 23. oktobra Iran.[5]
- 14. jul 1958: Državni udar u Iraku.
- Oktobar 1958: Sedište Pakta premešta se iz Bagdada u Ankaru.
- 5. mart 1959: Sjedinjene Države potpisuju vojne sporazume sa Pakistanom, Iranom i Turskom, te faktički postaju član saveza sa titulom posmatrača.[6][7][8]
- 24. mart 1959: Nova, republikanska vlast Iraka povlači se iz saveza.
- 19. avgust 1959: Zbog izlaska Iraka, METO menja naziv u CENTO.
- 1965: Pakistan pokušava da dobije pomoć od saveznika u ratu protiv Indije. 20. septembra Savet bezbednosti Ujedinjenih nacija izglasava Rezoluciju 211, a Sjedinjene Države i Ujedinjeno Kraljevstvo je podržavaju tako što prestaju sa dostavom oružja obema zaraćenim stranama.
- 1971: Pakistan neuspešno pokušava da dobije pomoć saveznika u novom ratu protiv Indije. (Sjedinjene Države pružile su ograničenu vojnu podršku Pakistanu, ali ne u okviru programa CENTO.)
- 1974: Nakon turske invazije na Kipar, Ujedinjeno Kraljevstvo povlači svoje snage iz saveza.
- 11. mart 1979: Nova vlada Islamske Republike Iran povlači zemlju iz CENTO.
- 12. mart 1979: Pakistan se povlači iz CENTO.
- 16. mart 1979: Formalno raspuštanje CENTO, Ujedinjeno Kraljevstvo i Turska se povlače iz organizacije.

### Politička pozadina

#### Prethodni savezi i projekti
Posle završetka Drugog svetskog rata, Sjedinjene Države i Velika Britanija iznosili su plan obnove Bliskoistočne Antante, koja je formalno postojala od 1938. do 1948. godine na osnovu Saadbadskog pakta iz 1937. i objedinjavala Avganistan, Irak, Iran i Tursku.
Taj je savez bio veoma slab, prevashodno zato što je objedinjavao zemlje različitih titularnih nacija – Turaka, Iranaca, Arapa, Paštuna. Stoga su se Sjedinjene Države nadale stvoriti novi bliskoistočni savez, takozvani „Istočni blok“, na osnovi jedne nacije iz Iraka i drugih nezavisnih arapskih država, ali je Prvi arapsko-izraelski rat doveo do američko-arapskih nesuglasica, zbog čega se počelo govoriti o povratku prvobitnom projektu, docnije izmenjenom utoliko što se zbog niza razloga Avganistan morao iz njega isključiti, a uključen je Pakistan koji je u to doba stekao nezavisnost.

#### Tursko-pakistanski sporazum
U proleće 1953. godine, tokom jedne diplomatske misije u Turskoj, američki državni sekretar Foster Dalis izneo je turskom premijeru Adnanu Menderesu ideju o antikomunističkom paktu, koji bi, objedinjujući zemlje regiona, trebalo da omogući suzbijanje sovjetskog uticaja na Bliskom istoku, te da bude karika koja povezuje NATO i SEATO, pošto bi se nalazio na pola puta između te dve koalicije.
Turska je bila prva zemlja koja je projektu pristupila i bila njegova pokretačka snaga. S obzirom da je već bila članica NATO, pretrpela je dosta štete zbog diplomatskih odnosa sa Sovjetskim Savezom i tražila je način da izađe iz diplomatske izolacije, te obezbedi bezuslovnu podršku Sjedinjenih Država. Kritike koje je sovjetska vlast Menderesu upućivala preko lista „Pravda“ učvrstile su ga u namerama i navele ga da se zbliži sa Pakistanom, članom SEATO.
Dana 2. aprila 1954. godine, dve zemlje su potpisale pakt o uzajamnoj saradnji. Ovaj je pakt bio otvoren za pristup drugim zemljama regiona i njime je bilo određeno da će se Turska i Pakistan konsultovati o međunarodnim pitanjima, sarađivati u stvarima odbrane i međusobno se pomagati u slučaju agresije. Više od pakta, u konkretnom slučaju se radilo o sporazumu o vojnoj saradnji zaključenom u skladu sa odredbama iz člana 51 Povelje Ujedinjenih nacija.
Iako je bio pozdravljen iz zapadnih kabineta, pakt je bio krhak. U slučaju agresije, pakistanske snage bi neophodno morale proći kroz Irak, pošto je iranski planinski masiv sprečavao prebacivanje trupa. U tom cilju je Turska uložila sve napore da Bagdad uključi u savez.

#### Irački kontekst
Irački moćnik Nuri Said bio je ubeđeni antikomunista i britanski čovek od poverenja u regionu. Iako nije bio preterano naklonjen Turskoj, ipak je bio svestan da je u odnosu na njegovu zemlju vojno nadmoćna i nije hteo da se od nje otuđi. Njegovu politiku prema Turskoj opisao je Haled Hana, predsednik iračkog parlamenta, objasnivši „da je bolje potpisati preventivni dogovor po kome će oni (Turci) u našu zemlju ući kao saveznici, a ne po pravu osvajača. Barem će povući kada se rat završi." Pored toga, još uvek je imao zamisao da oživi projekat Plodnog polumeseca, od kojeg je 1949. godine morao odustati pod pritiskom Egipta i Saudijske Arabije, a koji bi mu omogućio da stvori savez između Iraka, Jordana i Sirije.

#### Iranski kontekst
Početkom 1950-ih godina, zemlju su potresali nemiri iz nacionalističkih i komunističkih krugova, koji su zahtevali nacionalizaciju naftne industrije. Na čelu ove borbe bio je Mohamed Mosadik, vođa Nacionalnog fronta, koji je 1951. godine, pošto je postao premijer, nacionalizovao naftnu industriju. Ova odluka izazvala je ozbiljna previranja u zemlji. Velika Britanija nije dala da bude zastrašena, a izbacivanje zapadnih inženjera i tehničara sa naftnih instalacija ostavilo je Iran bez mogućnosti da crpi i prodaje svoju sopstvenu naftu. Mosadek, koga su podržali Sovjeti, računao je i na podršku komunista iz redova Narodne partije Irana (Tude). Uprkos tome, oboren je državnim udarom koga su u okviru operacije Ajaks predvodili i finansirali Sjedinjene Države i Velika Britanija.
Po povratku šaha na vlast, Vašingon stavlja do znanja Iranu da bi pridruživanje Paktu bilo veoma cenjeno i da bi dovelo do uvećanja finansijske pomoći. Međutim, tome je prepreka bio rusko-iranski ugovor iz 1921. godine, budući da je dozvoljavao Sovjetskom Savezu da u Iranu vojno interveniše ukoliko bi bilo koja treća strana koristila njegovu teritoriju „za učešće u političkim ili vojnim operacijama protiv Rusije“. Sovjeti nisu propustili da na ove odredbe podsete, ali su njihove pretnje samo primorale iransku vladu da ubrza pristupanje zemlje Bagdadskom paktu.

### Zaključenje pakta
Dana 24. februara 1955. godine zaključen je vojni pakt između Iraka i Turske, što je označilo početak rada CENTO. Ovaj sporazum zaključen je na pet godina i uređivao je vojna, bezbedonosna i ekonomska pitanja, preuzimajući rešenja iz ranijeg tursko-pakistanskog pakta, uz razlike po pojedinim tačkama – na prvom mestu, stavljen je pod okrilje Arapske lige; drugo, ostao je zatvoren za Izrael; treće, njime je bilo određeno da će biti formiran stalni savet iz redova ministara ukoliko ga potpišu četiri države.
Dana 4. aprila 1955. godine, Velika Britanija je postala četvrta država koja se pridružila savezu. Pakt je bio od suštinskog značaja za London, pošto mu je omogućavao da povrati nešto od uticaja koji je na Bliskom istoku izgubio posle Drugog svetskog rata.
Pakistan se formalno priključio 23. septembra, a Iran 23. oktobra iste godine, tako da je savez do kraja 1955. godine obavezivao pet zemalja.

#### Američki doprinos
Američki pritisak i obećanja o vojnoj i ekonomskoj pomoći bili su ključni u pregovorima koji su doveli do sporazuma, ali Sjedinjene Države u početku nisu mogle da učestvuju. Džon Foster Dals, koji je kao američki državni sekretar u kabinetu predsednika Dvajta D. Ajzenhauera bio uključen u pregovore, tvrdio je da je to zbog „proizraelskog lobija i poteškoća u dobijanju odobrenja Kongresa”. Drugi su izjavili da je to bilo „iz čisto tehničkih razloga budžetskih procedura”.
SAD su se pridružile vojnom komitetu alijanse 1958. godine. Uznemirene burnom reakcijom arapskog sveta na pakt i ne želeći da kvare odnose sa Kairom, Rijadom ili Arapskom ligom, savezu nisu formalno pristupile. Međutim, smatrajući ga strateškim pitanjem, Sjedinjene Države su 5. marta 1959. godine potpisale vojne sporazume sa Pakistanom, Iranom i Turskom, čime su se faktički uključile u savez, zadržavajući jednostavan status „posmatrača“.
Uočivši nove mogućnosti koje je pakt nudio, Komanda strateškog vazduhoplovstva premestila se iz Tripolija u bazu u Adani, čime su američki bombarderi smešteni najbliže moguće neprijatelju, na 24 minuta od prve sovjetske vazduhoplovne baze. Američki stručnjaci izjavili su da je baza u Adani zbog svoje isturenosti bila veoma ranjiva dok je Turska bila sama, te da će se ubuduće, uvezana sa mrežom aerodroma u Iraku i Pakistanu, moći efikasno braniti.

#### Reakcije drugih arapskih zemalja
U Jordanu su se pojačavali protesti. Ujedinjeno Kraljevstvo je obećalo povećati subvencije Jordanu na 22 miliona funti godišnje u zamenu za pristup paktu. Suočeni sa takvom ponudom i insistiranjem Britanaca preko maršala Templera, četiri jordanska ministra podnela su ostavke, a u zemlji su izbili neredi. Za osam dana smenile su se tri vlade, pa je kralj Husein, shvativši da mu preti revolucija, odlučio da ustukne i odbacio je sporazum.
Iako je bio antikomunista i proamerički nastrojen, saudijski kralj Saud nije bio naklonjen paktu: bio je veoma nepoverljiv prema Turskoj kao stubu tog sistema, a takođe je znao i za zamisli Nurija Saida i Britanaca o stvaranju „Plodnog polumeseca“ kojim bi se doprinelo okruživanju Saudijske Arabije.
Sa svoje strane, Naser se žestoko protivio stvaranju pakta. Kao predvodnik arapskog nacionalizma, loše je gledao na pokušaj Velike Britanije da vaspostavi svoj uticaj na Srednjem istoku. Želeći da pobegnu od logike Hladnog rata, Egipćani su branili ideju o jednom obliku izolacionizma. Međutim, Egipat je jula 1955. godine sa Sovjetskim Savezom pregovarao radi nabavke naoružanja. Sirija, protivnica pakta, takođe se okrenula Sovjetskom Savezu.

### Delatnost: problemi i regionalni izazovi

#### Suecka kriza i istupanje Iraka
Problemi sa sastavom CENTO nastali su već na samom početku postojanja organizacije.
Velika Britanija, Izrael i Francuska napali su Egipat 1956-1957. godine zbog nacionalizacije Sueckog kanala. Taj sukob je posledično doveo do porasta nacionalizma u arapskim zemljama, te antimonarhističke revolucije u Iraku od 14. jula 1958. godine. Monarhija je srušena vojnim pučem, a novu vladu predvodio je general Abdul Karim Kasim, koji je Irak zvanično povukao iz Bagdadskog pakta 24. marta 1959. godine, uspostavio diplomatske odnose sa Sovjetskim Savezom i zauzeo vanblokovsku poziciju. Organizacija je tada i odustala od naziva „Bagdadski pakt” u korist naziva „CENTO“.
Slična revolucija desila se 1962. godine u Severnom Jemenu, koji nije bio u sastavu CENTO, ali se nalazio u oblasti njegovog delovanja.

#### Britanska dekolonizacija i separatizmi
1958. godine, Sultanat Maskat, koji se nalazio pod britanskim protektoratom, predao je Pakistanu svoj poslednji prekomorski posed, lučki grad Gvadar. U međuvremenu, situacija u samom Maskatu, kao i formalno nezavisnom Imamatu Oman, sve više se podgrevala. 1959. godine, posle aktiviranja omanskih separatista i pojačanja nacionalno-oslobodilačke borbe, britanske trupe su zajedno sa maskatskim sultanom okupirale su veći deo Imamata Oman, što je dovelo do oštrih protesta međunarodne zajednice tokom 1960-ih. Pored omanskog, osobito se žestoko za oslobođenje borio pokret u Južnom Jemenu od 1963. do 1967. godine.
Velika Britanija je tokom 1960-ih postepeno gubila posede u regionu Srednjeg i Bliskog istoka. Nezavisnost su dobili Kipar (1960), Kuvajt (1961), Maldivi (1965), Narodna Demokratska Republika Jemen (1967). Zemlje na jugu Persijskog zaliva i Istočne Arabije – Oman, Katar, Bahrein i Ujedinjeni Arapski Emirati stekle su nezavisnost 1971. godine, uglavnom zbog odluke Londona s početka 1970. godine o povlačenju trupa iz oblasti „istočno od Sueca“ (prvenstveno se imalo u vidu zatvaranje britanskih vojnih baza u protektoratima Persijskog zaliva).

#### Arapsko-izraelski i indijsko-pakistanski sukobi
Pored toga, tokom 1960-ih i početkom 1970-ih godina su se među članicama CENTO javile nesuglasice. Neke od azijskih članica bloka osudile su kurs vlade Izraela, podržanog od SAD i drugih zapadnih zemalja (Šestodnevni rat 1967, Jomkipurski rat 1973. godine i drugo), te su se založile za jačanje ekonomske saradnje u okviru bloka, smatrajući je jednim od najvažnijih zadataka organizacije.
1960-ih, Bliski Istok i Južna Azija postali su izuzetno nestabilna područja zbog tada tekućih Arapsko-izraelskih sukoba i Indijsko-pakistanskih ratova. CENTO nije bio voljan da se duboko umeša ni u jedan od tih sukoba. 1965. i 1971. Pakistan je pokušavao da preko CENTO dobije pomoć u svojim ratovima sa Indijom, ali je to odbijeno uz obrazloženje da CENTO ima za cilj obuzdavanje SSSR, a ne Indije. 1971. godine se od Pakistana otcepio Istočni Pakistan (Bangladeš).

### Neuspeh „politike obuzdavanja“
CENTO je malo učinio da spreči širenje sovjetskog uticaja u regionu na države-nečlanice, sudeći i po tome što su se Egipat i Sirija okrenuli Sovjetskom Savezu. Svaki eventualni doprinos zadržavanju Sovjeta bio je poništen kada su ovi „preskočili“ države-članice Pakta i uspostavili bliske vojne i političke odnose sa vladama Egipta, Sirije, Iraka, Narodne Demokratske Republike Jemen, Somalije i Libije. Do 1970. godine, Sovjetski Savez je rasporedio preko 20.000 vojnika u Egiptu i osnovao pomorske baze u Siriji, Somaliji i NDR Jemen.

### Raspad bloka

#### Turska invazija Kipra
1974. godine je Turska preduzela invaziju i okupaciju severnog dela Kipra. Kako su na Kipru još uvek bile britanske vojne baze, to je Ujedinjeno Kraljevstvo navelo da povuče snage koje su bile raspoređene na teritoriji saveza, a Kongres Sjedinjenih Država je obustavio vojnu pomoć Turskoj i pored dva predsednička veta.

#### Iranska revolucija
Islamska revolucija u Iranu dovela je do izlaska Irana i Pakistana iz organizacije 12. marta 1979. godine, te su u sastavu bloka ostale samo zemlje-članice NATO. Kako je padom iranske monarhije izgubljeno svako preostalo opravdanje postojanja bloka, vlada Turske je 15. marta saopštila odluku da izađe iz bloka i podnela inicijativu za prekid njegovog rada, budući da je faktički izgubio svoje funkcije. Generalni sekretar organizacije, turski diplomata Kamuran Gurun, najavio je 16. marta da će sazvati sastanak sastanak saveta pakta radi njegovog formalnog raspuštanja.

#### Raspuštanje pakta
Dana 30. aprila, predstavnici Turske, Pakistana i Velike Britanije, te Sjedinjenih Država, smatranih „pridruženom članicom“, odlučili su da raspuste blok. Budući američki i britanski sporazumi o odbrani sa zemljama u regionu – poput Pakistana, Egipta i država Persijskog zaliva – sklapani su bilateralno.
Formalno, CENTO je nastavio sa radom do 26. septembra 1979. godine. Iranska revolucija je označila kraj organizacije, mada je ona u stvarnosti bila okončana već 1974. godine, kada je Turska napala Kipar.

## Ciljevi i misija
CENTO je bio zamišljen kao vojni blok regiona Jugozapadne Azije i Indijskog okeana, po ugledu na SEATO (1956-1957) kao vojni blok regiona Jugoistočne Azije i Tihog okeana. Kao njegov produžetak, imao je da spreči sovjetsko napredovanje prema naftonosnim oblastima Bliskog istoka, te da Sovjetski Savez obuzda uspostavljanjem linije jakih država duž njegove jugozapadne granice. Analogno, bio je poznat kao „Severni ešalon“ za sprečavanje sovjetskog širenja na Bliski istok.
Po uzoru na Organizaciju Severnoatlantskog pakta (NATO), CENTO je obavezivao zemlje-članice na saradnju, zaštitu i međusobno nemešanje u unutrašnje poslove. Članovi CENTO redovno su sprovodili manevre ratnih mornarica, ratnih vazduhoplovstava i kopnenih vojski.
1959. godine je Irak napustio savez, čime je CENTO izgubio predstavnika arapskog sveta u svom sastavu. Iste godine su SAD potpisale sa Iranom, Pakistanom i Turskom bilateralne sporazume o saradnji protiv izravne ili posredne „komunističke agresije“, te postale pridruženi član organizacije. Ovi sporazumi počeli su igrati odlučujuću ulogu u delatnostima CENTO, usmerenim protiv prosovjetskih, antizapadnih i drugih „podrivačkih“ snaga u regionu.
Od 1960-ih, CENTO se okreće ekonomskoj saradnji među članicama.

## Organizaciona struktura

### Članstvo
CENTO su zvanično činili:
- Velika Britanija (od aprila 1955),
- Kraljevina Irak (do marta 1959),
- Iran (novembar 1955 — mart 1979),
- Pakistan (septembar 1955 — mart 1979),
- Turska.

SAD – formalno se nisu javljale članom CENTO; od 1956. do 1957. godine ulazile su u sastav njegovih osnovnih komiteta i predstavljale pridruženog člana bloka.
Velika Britanija i Turska, zajedno sa SAD, istovremeno su bile i članice NATO.

### Organi i sedište
Glavni organi CENTO bili su Stalni savet ministara (zasedao jednom godišnje), Sekretarijat (na čelu sa rukovodiocem organizacije – generalnim sekretarom) i 4 komiteta (vojni komitet, komitet za borbu sa „podrivačkim delatnostima“, ekonomski komitet i komitet za veze). Postojao je Zajednički štab bloka za vojno planiranje, kao i niz potkomiteta i tehničkih grupa. Za razliku od NATO, CENTO nije imao jedinstvenu vojnu komandnu strukturu.
Sedište organizacije bilo je u Bagdadu (1955-1958) i Ankari (1958-1979). Kipar je takođe bio lokacija važna za organizaciju zbog britanskih vojnih baza u Akrotiriju i Dekeliji i blizine regiona Bliskog istoka.

### Generalni sekretari
Generalni sekretar, imenovan od strane saveta ministara na obnovljive tri godine, nadgledao je aktivnosti CENTO-a. Generalni sekretari su bili:
| Ime                   | Država   | Na funkciji                 |
| --------------------- | -------- | --------------------------- |
| Avni Halidi           | Irak     | 1955 – 31.12.1958.          |
| Osman Ali Baig        | Pakistan | 1.1.1959-31.12.1961.        |
| Abas Ali Kalatbari    | Iran     | januar 1962. – januar 1968. |
| Turgut Menemendžioglu | Turska   | januar 1968. – 1.2.1972.    |
| Nasir Asar            | Iran     | 1.2.1972. – januar 1975.    |
| Umit Haluk Bajulken   | Turska   | januar 1975. – 1.8.1977.    |
| Sidar Hasan Mahmud    | Pakistan | avgust 1977. – mart 1978.   |
| Kamuran Gurun         | Turska   | 31.3.1978 – 1979.           |

### Položaj Turske u Paktu
Položaj Turske u Paktu bio je posebniji i uzdignutiji u odnosu na ostale članice kao što je Irak. Zapad joj je pridao „posebnu“ pažnju pre svega zbog geopolitičke važnosti. Verovalo se da bi arapske zemlje poput Iraka mogle poslužiti kao inspiracija zemljama „sličnog stava“ i privući ih projektovanoj antikomunističkoj arapskoj alijansi. Takođe, nadalo se da će saglašavanje oko Bagdadskog pakta dovesti tursko-iračke odnose do vrhunca. Međutim, optimizam se pokazao neosnovanim, pošto je Irak bio pod stalnom pretnjom infiltracije turskih trupa, a Nuri je očajnički pokušavao da postigne dogovor. Povlašćivanje Turske od strane zapadnih zemalja na kraju nije dalo željeni ishod, pošto su arapske zemlje, prvenstveno Egipat, zauzele neprijateljski stav prema Paktu.

### Američko i britansko učešće
Za razliku od NATO, u državama-članicama Pakta nije bilo osnovano mnoštvo američkih ili britanskih vojnih baza, mada su u Iranu SAD imale objekte za komunikaciju i elektronsko izviđanje. Tokom prvih godina pakta, Sjedinjene Države su u Pakistanu dobile objekte za špijuniranje Sovjetskog Saveza. Bazirani u Pešavaru, špijunski avioni Lokid U-2 preduzimali su špijunske letove u sovjetskom vazdušnom prostoru. Posle krize sa oborenim avionom U-2 iz 1960. godine, generalni sekretar KPSS Nikita Hruščov upozorio je Pakistan da je postao meta sovjetskih nuklearnih snaga.
Ujedinjeno Kraljevstvo je imalo pristup objektima u Pakistanu i Iraku u raznim periodima dok je ugovor bio na snazi.

## Nevojne delatnosti

### Kulturne i istraživačke institucije
Poput svojih pandana NATO-a i SEATO-a, CENTO je sponzorisao brojne kulturne i naučno-istraživačke institucije:
- Konferencije CENTO o nastavi i praksi u oblasti javnog zdravlja[22]
- CENTO program kulturnih dela[23]
- Institut CENTO za nuklearne i primenjene nauke
- Naučni koordinacioni odbor CENTO[24]
- Naučno veće CENTO
- Simpozijumi CENTO o ruralnom razvoju[25][26]

Institucije su podržavale širok spektar nevojnih aktivnosti, sa posebnim fokusom na poljoprivredu i razvoj. Na primer, 1960. godine CENTO je finansirao 37 projekata koji pokrivaju poljoprivredu, obrazovanje, zdravstvo, ekonomski razvoj i transport. Takođe je organizovao bar jedan simpozijum o problemu slinavke, šapa i goveđe kuge.
Institut CENTO za nuklearne i primenjene nauke izrastao je iz organizacije koju su osnovale zapadne sile – članice Bagdadskog pakta. Prvobitno sedište mu je bilo u Bagdadu, da bi nakon povlačenja Iraka iz organizacije 1958. godine bilo preseljeno u Teheran. Na Institutu su obučavani studenti iz Pakistana i Turske, kao i oni iz Irana.

### Naučno veće CENTO
Naučno veće CENTO organizovalo je niz naučnih simpozijuma i drugih događaja, uključujući sastanak u Lahoru, Pakistan, 1962. godine, pod nazivom „Uloga nauke u razvoju prirodnih resursa sa posebnim osvrtom na Pakistan, Iran i Tursku”.

### CENTO železnica
CENTO je sponzorisao izgradnju delimično dovršene železničke linije radi povezivanja Londona i Teherana preko Vana. Deonica od jezera Van u Turskoj do Šarafhanea u Iranu u većem delu je dovršena i finansirana od strane CENTO (na prvom mestu Velike Britanije). Izgradnja je bila posebno izazovna zbog teškog terena. Deo rute podrazumevao je upotrebu železničkog trajekta sa terminalom u Tatvanu, na zapadnoj strani jezera. U značajne karakteristike pruge sa iranske strane spada 125 mostova, među njima i visoki Gotorski most dug 453 metara, koji premošćuje klisuru duboku 121 metar.

## Napomene i reference

### Napomene
1. ↑  Imajući u vidu tursku neutralnost tokom Drugog svetskog rata, SSSR je hteo da joj naplati tu politiku zahtevajući demilitarizaciju bosforskog i dardanelskog moreuza, koji su joj osiguravali bezbednost. Takođe, želeli su da Turska ustupi Siriji pokrajine Kars i Ardahan, te joj vrati sandžak Aleksandretu.
2. ↑  Na prvom mestu rečima ministra inostranih poslova SSSR, a potom i preko "Pravde" kao partijskog organa za štampu: "Iran bi time počinio neprijateljski čin prema SSSR, te bi morao očekivati da će snositi sve njegove posledice."
3. ↑  Oni kao primer uzimaju Ameriku Džordža Vašingtona, koji je odbio da se meša u poslove Evropljana, ali se ipak nije ustručavao da sa njima trguje.[13], str.77

## Literatura
- Cohen, Michael J. „From ‘Cold’ to ‘Hot’ War: Allied Strategic and Military Interests in the Middle East after the Second World War.”. Middle Eastern Studies. 43 (5): 725—748. 2007.
- Jalal, Ayesha. „Towards the Baghdad Pact: South Asia and Middle East Defence in the Cold War, 1947-1955.”. International History Review. 11 (3): 409—433. 1989.
- Kuniholm, Bruce R (2014). The origins of the Cold War in the Near East: Great power conflict and diplomacy in Iran, Turkey, and Greece. Princeton University Press..
- Podeh, Elie (1995). The quest for hegemony in the Arab world: The struggle over the Baghdad Pact. Brill..
- Yesilbursa, Behcet Kemal.  The Baghdad Pact: Anglo-American Defence Policies in the Middle East, 1950-59 (2003) excerpt
- US National Archives. 333.8 Records of the Central Treaty Organisation (CENTO)  1956-79. https://www.archives.gov/research/guide-fed-records/groups/333.html#333.8.2 Архивирано 2017-08-25 на сајту
- CENTO nation help sought by Pakistan. Chicago Tribune. September 7, 1965  Архивирано 2015-09-09 на сајту
- The India-Pakistan War of 1965. Office of the Historian, Bureau of Public Affairs, United States Department of State  Архивирано 2015-07-08 на сајту  Pakistan and India agreed on ceasefire and Pakistan had to give back all the territories gained in the war.
- Jasse, Richard (зима 1991). „The Baghdad Pact: Cold War or Colonialism”. Middle Eastern Studies. 27 (1): 140—156. doi:10.1080/00263209108700852.
- A Bagdadi Paktum. In: Dokumentumok a Közel-Kelet XX. századi történetéhez. Szerk.: Lugosi Győző. Budapest, L’Harmattan. 2006.  9639683264.. pp. 309—310. (језик: мађарски)
- Klaus Brollinger: NATO, CENTO, SEATO, OAS : imperialistische Paktsysteme, Berlin 1964. (језик: немачки)
- Gazdik Gyula: A közel-keleti térség. In: 20. századi egyetemes történet. (II. kötet: Európán kívüli országok.) Szerk.: Németh István. Budapest, Osiris. 2006.  9633897602.. pp. 272—294. (језик: мађарски)
- Hadley, Guy. CENTO: The Forgotten Alliance ISIO Monographs, University of Sussex, UK (1971): 2.(језик: енглески)
- Lenczowski, George. American Presidents and the Middle East, 1990, p. 88. (језик: енглески)
- Martin, Kevin W. (2008). «Baghdad Pact». In Ruud van Dijk et al. Encyclopedia of the Cold War. New York: Routledge. pp. 57.  9780415975155. Архивирано на веб-сајту  (1. октобар 2014) «Thus, the Baghdad Pact is widely considered the least successful of the Cold War schemes engendered by the Anglo-American alliance». (језик: енглески)
- Dimitrakis, Panagiotis (јул 2009). „«The Value to CENTO of UK Bases on Cyprus»”. Middle Eastern Studies. 45 (4): 611—624.,. (језик: енглески)
- Michael Ploetz, Tim Szatkowski: Akten zur Auswärtigen Politik der Bundesrepublik Deutschland 1979 Bd. I: Januar bis 30. Juni 1979. R. Oldenburg Verlag München, 2010, S. 84. (језик: немачки)

## Spoljašnje veze
- A film clip "Baghdad pact. Unified Military Command Seen, 1958/01/30 (1958)" is available at the Internet Archive